# Reuge

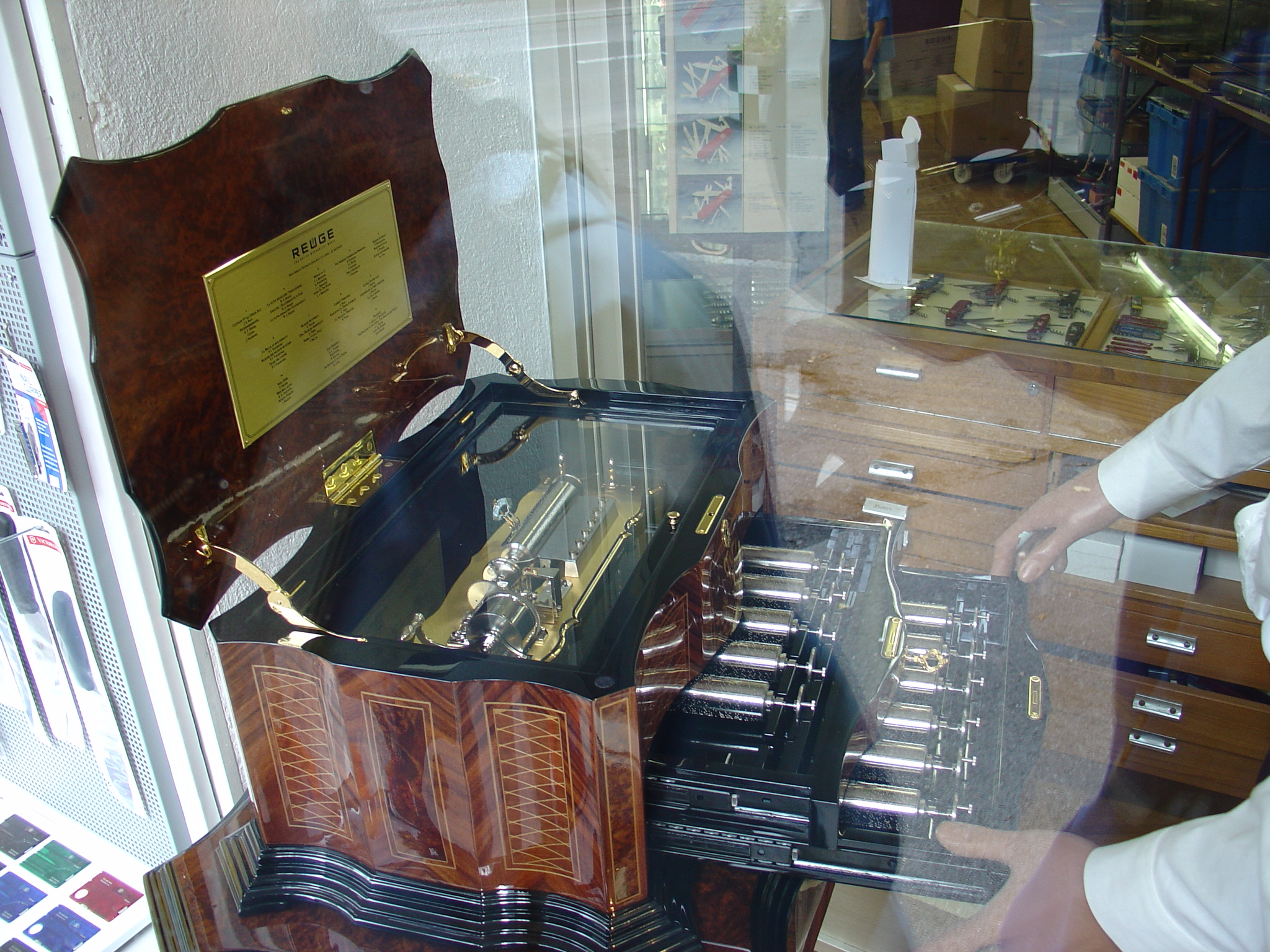
Reige speeldoos

Reuge is een Zwitsers bedrijf, gespecialiseerd in de fabricage van speeldozen. Opgericht in Sainte Croix in 1865. Serieproductie begon in 1886. Sinds 1930, na de overname van enkele soortgelijke bedrijfjes, is de productie verder uitgebreid.